# 공룬보
공룬보(宮潤伯, 1972년 7월 6일 - 2006년 12월 31일)는 중화인민공화국의 연쇄 살인자이다. 그는 자무쓰 시를 중심으로 총 28명에 이르는 남자 어린이를 강간, 살해했다.
그는 1996년 10월 동거 중이던 15세 여성을 지속적으로 강간한 혐의로 투옥되어 징역 8년을 복역, 석방되었다. 이후 2006년 2월 28일 자신에 의해 납치되었다가 탈출한 피해자의 신고로 자무쓰 시내의 한 피시방에서 체포되었다. 경찰의 수색 결과 그의 집에서 4구의 사체가 발견되었는데, 사체는 모두 남자 어린이였으며, 모두 성폭행을 당한 흔적이 있었고 일부는 안구와 귓바퀴, 내장과 생식기 등이 훼손되어 있었다.
그는 2006년 7월 14일 자무쓰 중급인민법원(zh)에서 사형을 선고받았으며 2006년 12월 31일에 총살되었다.